# دانيل رادو
دانيل رادو (مواليد 26 ديسمبر 1959) هو ملاكم روماني، مثّل بلاده في الألعاب الأولمبية الصيفية 1980.

## روابط خارجية
دانيل رادو على موقع بوكس ريك (الإنجليزية) (registration required)
- دانيل رادو على موقع اللجنة الأولمبية الدولية (الإنجليزية)
- دانيل رادو على موقع أوليمبيديا (الإنجليزية)